# Vince Vieluf
Vincent Ernest Vieluf (10 de novembro de 1970) é um ator americano. Ele é mais conhecido por seus papéis em Rat Race e de curta duração UPN sitcom Love, Inc..

## Biografia
Vieluf nasceu em Joliet, Illinois, e passou a maior parte de sua juventude, em Portland, Texas. Ele atuou em filmes como An American Werewolf in Paris, Rat Race, National Lampoon's Barely Legal e Grind. Recentemente, ele atuou em um filme feito para a TV chamado Snow Wonder, estrelado por Mary Tyler Moore. Vieluf também apareceu na televisão da batida ER. Em 2006 ele teve um papel no thriller de suspense Firewall como Pim. 

Vieluf fez Dumbfound Blaine Cody no Rat Race 2001 comédia Seth Green em frente e ao lado de Amy Smart, Whoopi Goldberg, e Jon Lovitz. Críticos e fãs consideram este papel ter sido seu desempenho sair depois de anos de outros papéis. No entanto, acredita-se que Vieluf demitiu seu agente, em seguida, porque seu nome não foi creditado em cartazes e outros materiais de publicidade. Antes Rat Race, Vieluf feito um nome para si mesmo nos clássicos cult Um Lobisomem Americano em Paris e pombo. Em 2006, Vieluf apareceu como uma versão atleta de Wolverine no filme de paródia, Epic Movie. 

Um dos (se não for a sua primeira aparição na televisão) foi em 1997, On the Edge of Innocence. Vieluf fez uma aparição no seriado Friends, em 2001. Seu personagem, Ned, fingiu estar no amor com seu professor Ross, a fim de passar por um teste. Ele também é uma estrela em UPN sitcom Love, Inc., como Barry, um ala cujos modos peculiares e comentários sempre atordoar os clientes e funcionários. Vieluf fez uma aparição em ER tevelsion como Bernard corajosamente. 

Ele também apareceu em 3 episódios de CSI: Crime Scene Investigation como Connor Foster no Homebodies episódios e final feliz, assim como a reprodução de um stoner no episódio Desarmado e Perigoso.

## Filmografia

### Filmes
| Ano  | Título                                     | Papel                  |
| ---- | ------------------------------------------ | ---------------------- |
| 1997 | On the Edge of Innocence                   | Timothy 'Trader' Wells |
| 1997 | An American Werewolf in Paris              | Brad                   |
| 1998 | Chick Flick                                |                        |
| 1998 | Clay Pigeons                               | Dep. Barney            |
| 2000 | Dropping Out                               | Andrew                 |
| 2000 | Everything Put Together                    | Jim                    |
| 2001 | Rat Race                                   | Blaine Cody            |
| 2002 | Four Reasons                               | Pharmacist             |
| 2003 | Barely Legal                               | Tom Cooperman          |
| 2003 | Grind                                      | Matt Jensen            |
| 2004 | Death Valley                               | Reno                   |
| 2005 | Snow Wonder                                | Mario                  |
| 2006 | Firewall                                   | Pim                    |
| 2007 | Epic Movie                                 | Wolverine (Groovy)     |
| 2009 | The Immaculate Conception of Little Dizzle | O.C.                   |
| 2010 | Hysteria                                   | Gabriel                |